# 씨제이로
씨제이로(CJ-ro)는 충청북도 진천군 진천읍에 있는 도로로, 총 연장은 1.620 km이다.

## 유래
이름이 유래된 것은 케이푸드밸리 산업단지의 주진입도로로, 산업단지 내 전체 96%를 차지하는 CJ와 관련된 기업체의 명칭을 반영하였다.

## 역사
- 2018년 12월 3일 : 도로명으로 씨제이로를 고시

## 지리

### 주요 경유지
- 진천군
  - 진천읍 (송두리 - 가산리)

### 접촉하는 도로
- 덕금로
- 씨제이1로

### 주요 건물 및 시설
- A.N.D. 전자저울(주) (씨제이로 101/송두리 813)
- CJ제일제당 진천공장 (씨제이로 110/송두리 833)